# 미래러시아당
미래러시아당(러시아어: Россия Будущего)은 러시아의 정당이다. 2018년까지는 당명이 진보당(러시아어: Па́ртия Прогрéсса 파르티야 프로그레싸[*])이었다. 진보당은 반부패 운동의 수장인 알렉세이 나발니에 의하여 이끌어지고 있으며, 러시아 대통령 블라디미르 푸틴과 집권 여당인 통합 러시아당을 반대하고 있다.
미래당의 정책은 지방 분권이 그 중심으로, 공무원들의 수를 줄이고, 정치적 탄압을 줄이며, 대통령의 권한을 줄이고 이를 국회인 두마에 가능하면 이양하여 법치주의를 강화하는 것이다. 또한 정부가 경제에 개입하는 국가사회주의가 경제계에 있어서 "급격히" 사라지도록 하고, 언론 검열을 끝내고, 국가가 언론 소유를 안 하고, 징병제를 폐지하는 것을 정책으로 규정하고 있다.
외교 정책에 대한 주요 강령은 중앙아시아 국가들에 대한 비자를 도입하고, "불량 국가"들에 대한 지원을 중단하고 서방 국가들과 협력하는 것이다.

## 같이 보기
- 알렉세이 나발니
- 러시아의 정치

## 참조
1. ↑  “Навальный: Демократическая оппозиция должна смещаться в левый центр” [Navalny: Democratic opposition must move to the center left]. 《Русский Монитор》. 2019년 1월 26일. 2019년 6월 22일에 확인함.
2. ↑  Information Resources Management Association (2017). 《Media Influence: Breakthroughs in Research and Practice》. IGI Global. 210쪽. ISBN 9781522539308. 2017년 12월 15일에 확인함.
3. ↑  Без «дорожной карты», но с принципами. Владимир Ашурков о планах Партии прогресса / Slon.ru
4. ↑  “Navalny's Party Holds Founding Congress for Third Time”. 2013년 11월 18일.